# دبورا کاپریولیو

دبورا کاپریولیو، بازیگر نقش اصلی زن در فیلم پاپریکا.

دبورا کاپریولیو (انگلیسی: Debora Caprioglio؛ زادهٔ ۳ مهٔ ۱۹۶۸) هنرپیشه ایتالیایی است. او بیشتر به خاطر ایفای نقش پاپریکا در فیلم پاپریکا شناخته می‌شود.